# Nocrich
Nocrich es una comuna ubicada en el distrito de Sibiu, Rumania.

## Superficie
Posee una superficie de 115,9 kilómetros cuadrados.

## Demografía
Hasta 2021 la población era de 3188 habitantes, con una densidad de población de 27,51 habitantes por kilómetro cuadrado.